# John Gilmore

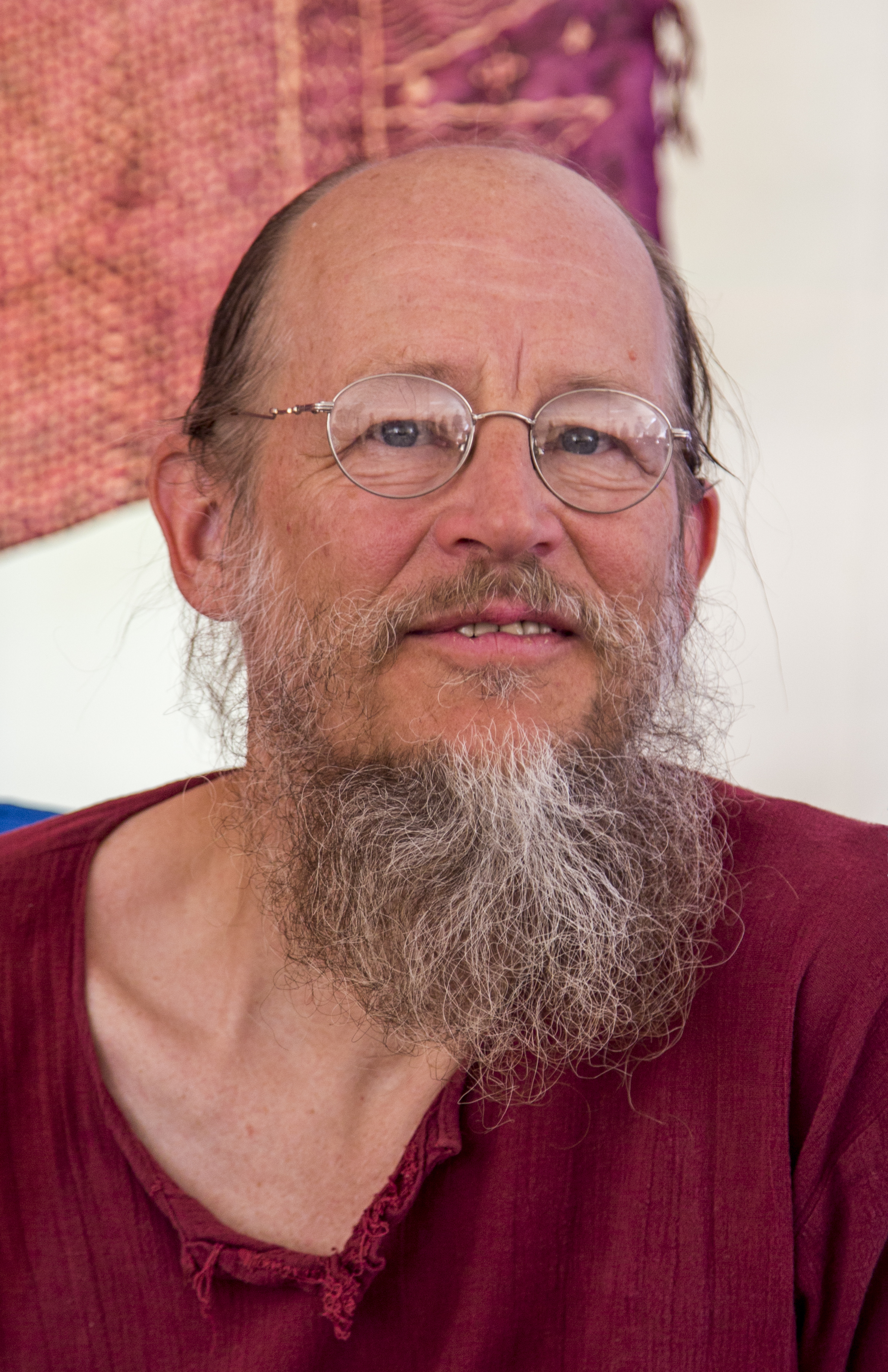
Gilmore en 2014

John Gilmore (1955 -) es uno de los fundadores de la Electronic Frontier Foundation, la lista de correo Cypherpunks y Cygnus Solutions. Creó la jerarquía alt.* en Usenet y es una de las personas con mayor número de contribuciones al proyecto GNU.
Como el quinto empleado de Sun Microsystems y fundador de Cygnus Support, ha acumulado la suficiente riqueza como para pasar a disfrutar de un retiro anticipado y perseguir otros intereses. Contribuye habitualmente con diversos proyectos de software libre, incluyendo el mantenimiento del depurador GNU a principios de los 90, la puesta en marcha del proyecto GNU Radio en 1998, y el proyecto Gnash en diciembre de 2005 para crear un reproductor de películas en Shockwave Flash desarrollado con software libre. Fuera del proyecto GNU, fundó el proyecto FreeS/WAN una implementación de IPsec, para promover el cifrado del tráfico de Internet.
Posee el dominio toad.com. Tiene instalado un servidor de correo en toad.com con el relay abierto, permitiendo a sus amigos que viajen el envío de mensajes de correo mediante su servidor. En marzo de 2002, este hecho saltó a las noticias pues uno de los gusanos de Internet tenía preparado dicho servidor como uno de los repetidores abiertos, susceptibles de ser usados para propagarse. En octubre de 2002, el proveedor de Internet de John, Verio, cortó su acceso a Internet porque se negó a dejar de prestar este servicio, incluso cuando el servidor de John fue reprogramado para ser inútil para los spammers y otros remitentes de correos masivos.
Libertario declarado, Gilmore ha presentado demandas contra la FAA, el Departamento de Justicia norteamericano y otros. Ha denunciado la inconstitucionalidad de la ley secreta sobre políticas de seguridad.